# Йоран Класон
Йоран Класон (швед. Rolf Göran Claeson; нар. 4 березня 1945 року, Алвсйо, Швеція ) — шведський ковзаняр, бронзовий призер зимових Олімпійських ігор 1972 року, багаторазовий призер чемпіонату світу з ковзанярського багатоборства та чемпіонату Європи з бігу на ковзанах.

## Життєпис
Йоран Класон народився у місті Алвсйо, лен Стокгольм, Швеція. Професійно тренувався на базі клубу «Södermalms IK», Стокгольм. Багаторазовий призер шведських юнацьких, регіональних, національних та міжнародних змагань (Internationaler Wettkampft, Nyttårs Løpene, Internationales Rennen и т.п.).

### Результати
Класон виступав на дистанції 1500 метрів на Олімпійських іграх 1968, але зайняв там лише 20-е місце.
У 1969 році на чемпіонаті Європи з багатоборства Класон виграв бронзову нагороду, а через три неділі на чемпіонаті світу з багатоборства — срібну.
В 1970 році Класон повторив бронзовий успіх на чемпіонаті Європи, а в 1971 році — срібний на чемпіонаті світу.
Найбільшого успіху Класон досяг на зимових Олімпійських іграх 1972 року. Він був заявлений для участі в забігові на 1 500, 5 000 та 10 000 м. 6 лютого 1972 року на багатофункціональному стадіоні Макоманай в забігові на 1500 м м він фінішував третім з результатом 2:05.89. Більш високими місцями він поступився суперникам із Норвегії (Роар Гронвольд, 2:04.26 — 2е місце) та Нідерландів (Адріанус Схенк, 2:02:96 OR — 1е місце)
Після сезона 1971-1972 років двоє кращих ковзанярів світу — Адріанус Схенк і Кіс Веркерк перейшли в професіонали, і виступ Класона на чемпіонаті світу з ковзанярського багатоборства 1973 року в голландському місті — Девентер завершився золотою медаллю. За результатами виступів 17-18 лютого на стадіоні Ейссель з підсумковим результатом 181.259 він став переможцем змагань, обігнавши суперників із Норвегії (Стен Стенсен, 181.343 — 2-е місце) та Нідерландів (Піт Клейне, 181.869 — 3-є місце).

### Особисті досягнення
| забіг    | дата           | результат | місце                     |
| -------- | -------------- | --------- | ------------------------- |
| 500 м    | 15 січня 1972  | 39.20     | Давос, Швейцарія          |
| 1000 м   | 3 березня 1973 | 1.20,20   | Нутодден, Норвегія        |
| 1500 м   | 16 січня 1971  | 2.00.10   | Інцель, Німеччина         |
| 3000 м   | 10 січня 1973  | 4.17,47   | Кортіна-д'Ампеццо, Італія |
| 5000 м   | 1 березня 1969 | 7.17,00   | Інцель, Німеччина         |
| 10 000 м | 13 лютого 1971 | 15.18,70  | Гетеборг, Швеція          |

### Світовий рекорд
За свою кар'єру Класон встановив один світовий рекорд.
| дисципліна        | час     | дата           | місце  |
| ----------------- | ------- | -------------- | ------ |
| Велика комбінація | 171.758 | 2 березня 1969 | Інцель |